# Facultad de derecho (serie de televisión)
Law School (Hangul: 로스쿨; RR: Roseukul, español: Facultad de derecho) es una serie de televisión surcoreana transmitida del 14 de abril de 2021 al 9 de junio de 2021 a través de la JTBC.

## Sinopsis
Ambientada en la Universidad Nacional de Corea, la serie cuenta la historia de un grupo de estudiantes y profesores del departamento legal que se encuentran con un caso inusual.
Así como las luchas de los estudiantes, que crecen y se dan cuenta de la ley y la justicia a través de la pasión y los desafíos más feroces que el ser humano puede mostrar.

## Reparto

### Personajes principales[6]
| Actor                | Personaje             | N.º de episodios | Notas |
| -------------------- | --------------------- | ---------------- | --- |
| Kim Myung-min        | Yang Jong-hoon        | 16               | Es un exfiscal de élite convertido en profesor de la Facultad de Derecho de la Universidad de Hankuk, que enseña derecho penal y cuyas palabras lo convierten en el profesor del cual muchos prefieren mantenerse alejado. Al mismo tiempo, hay algo convincente en sus estrictos métodos de enseñanza y su negativa para aceptar menos de lo mejor de sus futuros jóvenes estudiantes en la profesión legal.                                                                   |
| Kim Bum An Seong-won | Han Joon-hwi          | 16 4             | Es un estudiante de primer año del departamento legal de la Facultad de Derecho de la Universidad de Hankuk, que siempre obtiene las mejores calificaciones entre sus compañeros. Es un líder natural cuya apariencia y encanto sencillo lo convierten en el hombre perfecto, sin embargo tiene un lado inesperado que mantiene escondido. |
| Ryu Hye-young        | Kang Sol (A) Kang Dan | 16               | Kang Sol (A): es una estudiante de primer año que ingresó a la facultad de derecho de la Universidad de Hankuk a través de una admisión especial, luego de superar la pobreza y las dificultades que pasó en su infancia. Por lo general se siente avergonzada por estar rodeada de jóvenes inteligentes, talentosos y provenientes de familias adineradas. Kang Dan: es la hermana gemela de Kang Sol (A), una joven con un secreto. Decidió mudarse a Boston, Estados Unidos. |
| Lee Jung-eun         | Kim Eun-sook          | 16               | Es una jueza convertida en profesora de la Facultad de Derecho de la Universidad de Hankuk, que enseña derecho civil que alguna vez fue directora de la clínica legal gratuita de la facultad de derecho. Su aire natural de autoridad y personalidad despreocupada le ganan la reputación de ser excelente en la corte. Es muy conocida y la única colega en la que Yang Jong-hoon confía.                                                                                     |

### Personajes secundarios

#### Miembros de la Facultad de Derecho
| Actor           | Personaje      | Episodio(s) donde apareció | Notas |
| --------------- | -------------- | -------------------------- | --- |
| Kim Myung-min   | Yang Jong-hoon | -                          | Es un exfiscal de élite y profesor de la Facultad de Derecho de la Universidad de Hankuk.                        |
| Lee Jung-eun    | Kim Eun-sook   | -                          | Es una jueza y profesora de la Facultad de Derecho de la Universidad de Hankuk.                                  |
| Gil Hae-yeon    | Oh Jeong-hee   | -                          | Es la decana de la Facultad de Derecho de la Universidad de Hankuk.                                              |
| Oh Man-suk      | Kang Joo-man   | -                          | Es el profesor de derecho constitucional y vicepresidente de la Facultad de Derecho de la Universidad de Hankuk. |
| Ahn Nae-sang    | Seo Byeong-joo | -                          | Es un miembro de la Facultad de Derecho de la Universidad de Hankuk.                                             |
| Woo Hyun        | Sung Dong-il   | -                          | Es un miembro de la Facultad de Derecho de la Universidad de Hankuk.                                             |
| Lee Yoon-hee    | -              | -                          | Es el presidente de la Facultad de Derecho de la Universidad de Hankuk.                                          |
| Lee Seung-hun   | Jung Dae-hyeon | 1                          | Es un miembro de la Facultad de Derecho de la Universidad de Hankuk.                                             |
| Yang Joon-myung | -              | -                          | Es un asistente de enseñanza de la Facultad de Derecho de la Universidad de Hankuk.                              |

#### Estudiantes de la Facultad de Derecho
| Actor         | Personaje     | Episodio(s) donde apareció | Notas |
| ------------- | ------------- | -------------------------- | --- |
| Kim Bum       | Han Joon-hwi  | -                          | Es un excelente estudiante de primer año del departamento legal de la Facultad de Derecho de la Universidad de Hankuk. |
| Ryu Hye-young | Kang Sol (A)  | -                          | Es una estudiante de primer año que ingresó a la facultad de derecho de la Universidad de Hankuk a través de una admisión especial. |
| Lee Soo-kyung | Kang Sol (B)  | -                          | Es una estudiante de primer año de la facultad de derecho de la Universidad de Hankuk, proveniente de una familia de jueces. Kang Sol siempre se ha mantenido en primer lugar con las mejores notas, gracias a las tutorías personalizadas asignadas por su madre. A pesar de esto, quiere escapar de su madre quien se interesa demasiado por todo lo que hace y cree que la única forma de hacerlo es convirtiéndose en jueza, razón por la cual trabaja duro. Odia que pongan una "B" a lado de su nombre debido a otra joven llamada igual que ella, Kang Sol a la que le asignan la letra "A". |
| Lee David     | Seo Ji-ho     | -                          | Es un joven estudiante de derecho de la Facultad de Derecho de la Universidad de Hankuk que sueña con el éxito, después de que su familia se hundiera repentinamente. Ingresó a la facultad para vivir más tranquilamente y su objetivo final es el de convertirse en el abogado de un gran bufete de abogados donde gane mucho dinero. Ji-ho es rpaído para calcular las ganancias y pérdidas, por lo que siempre elige lo que sea una ventaja para él, no pierde el tiempo en cosas innecesarias y sólo se hace amigo de quienes lo beneficiarán a largo plazo.                                   |
| Go Yoon-jung  | Jeon Ye-seul  | -                          | Es una hermosa estudiante de primer año de la facultad de derecho de la Universidad de Hankuk, que se graduó de una prestigiosa universidad. Tiene una vivaz personalidad y disfruta de la atención que la gente le brinda. Ye-seul sólo presentó su solicitud de admisión para la escuela de derecho porque su novio quería estudiar esa carrera. |
| Hyun Woo      | Yoo Seung-jae | -                          | Es un ex médico que comienza a estudiar leyes en la Facultad de Derecho de la Universidad de Hankuk. Mientras aprende a lidiar con el orden social, siente una sensación de desesperación que nunca antes había experimentado, debido a que incluso para alguien que fue a la escuela de medicina como él, encuentra que la lógica y la voluntad necesarias en la escuela de derecho son "desafiantes". Seung-jae intenta ir a la par de sus compañeros más jóvenes y en silencio soporta la carga y el estrés que le genera la carrera.                                                            |
| Kim Min-seok  | Jo Ye-bum     | -                          | Es un estudiante de la Facultad de Derecho de la Universidad de Hankuk. |
| Lee Kang-ji   | Min Bok-gi    | -                          | Es un estudiante de la Facultad de Derecho de la Universidad de Hankuk. |

#### Oficina del Fiscal
| Actor          | Personaje      | Episodio(s) donde apareció | Notas                    |
| -------------- | -------------- | -------------------------- | ------------------------ |
| Park Hyuk-kwon | Jin Hyeong-woo | -                          |                          |
| Kim Yong-joon  | Mr. Kim        | 2                          | Es un fiscal en jefe.    |
| Min Dae-shik   | -              | 2                          | Es un miembro del staff. |

#### Estación de Policía de Jungang
| Actor         | Personaje          | Episodio(s) donde apareció | Notas                                                 |
| ------------- | ------------------ | -------------------------- | ----------------------------------------------------- |
| Kim Hee-chang | Det. Jang Dong-soo | -                          | Es un detective de la estación de Policía de Jungang. |
| Seo Suk-gyu   | Det. Oh            | -                          | Es un detective de la estación de Policía de Jungang. |

#### Familiares
| Actor         | Personaje      | Episodio(s) donde apareció | Notas                                                 |
| ------------- | -------------- | -------------------------- | ----------------------------------------------------- |
| Sung Yeo-jin  | -              | -                          | Es la esposa de Seo Byeong-joo y tía de Han Joon-hwi. |
| Park So-yi    | Kang Byeol     | -                          | Es la hermana menor de Kang Sol (A) y Kang Dan.       |
| Shin Mi-young | -              | -                          | Es la madre de Kang Sol (A), Kang Dan y Kang Byeol.   |
| Park Mi-hyun  | Han Hye-gyeong | -                          | Es la madre de Kang Sol (B).                          |

### Otros personajes
| Actor          | Personaje      | Episodio(s) donde apareció | Notas |
| -------------- | -------------- | -------------------------- | --- |
| Jung Won-joong | Go Hyeong-soo  | 1-2, 4                     | Es un asambleísta. |
| Lee Chun-hee   | Park Geun-tae  | -                          | |
| Jo Jae-ryong   | Lee Man-ho     | -                          | |
| Kim Joong-ki   | Choi Jun-hyeok | -                          | Es un reportero de "HBS". |
| Lee Hwi-jong   | Go Young-chang | -                          | Es el abusivo y violento novio de Jeon Ye-seul. La acusa falsamente de engañarlo y comienza a enviar el video sexual de Ye-seul. Cuando ella lo confronta y lo empuja, al caer se golpea la cabeza, cuando despierta en el hospital acusa a Ye-seul de agresión, sin embargo es encontrada ella es encontrada inocente y finalmente termina su relación con él. |
| Jo Hyun-im     | -              | 3                          | Es la propietaria de una agencia inmobiliaria. |
| Kim Kyung-min  | -              | 3-4                        | Es un doctor. |
| Park Jun-hyuk  | -              | 4                          | Es un compañero de clases de Han Joon-hwi de la infancia. |
| Ham Hee-soo    | -              | 4                          | Es un compañero de clases de Han Joon-hwi de la infancia. |
| Seo Mi-young   | -              | 5                          | Es la operadora del sitio web de la Clínica Jurídica de la Facultad de Derecho de la Universidad de Hankuk. |
| Lee Hee-suk    | -              | 6                          | Es un detective. |

## Episodios
La serie está conformada por dieciséis episodios, los cuales fueron emitidos todos los miércoles y jueves a las 21:30 (KST).

### Ratings
Los números en color rojo indican las calificaciones más bajas, mientras que los números en azul indican las calificaciones más altas.
| Ep.      | Fecha de emisión    | Participación promedio de audiencia (AGB Nielsen) | Participación promedio de audiencia (AGB Nielsen) |
| Ep.      | Fecha de emisión    | Nacional                                          | Seúl                                              |
| -------- | ------------------- | ------------------------------------------------- | ------------------------------------------------- |
| 1        | 14 de abril de 2021 | 5.113% (4.ª)                                      | 5.659% (4.ª)                                      |
| 2        | 15 de abril de 2021 | 4.112% (5.ª)                                      | 4.531% (4.ª)                                      |
| 3        | 21 de abril de 2021 | 4.338% (5.ª)                                      | 4.621% (4.ª)                                      |
| 4        | 22 de abril de 2021 | 4.318% (5.ª)                                      | 4.908% (4.ª)                                      |
| 5        | 28 de abril de 2021 | 4.473% (4.ª)                                      | 4.801% (4.ª)                                      |
| 6        | 29 de abril de 2021 | 4.676% (4.ª)                                      | 5.345% (4.ª)                                      |
| 7        | 5 de mayo de 2021   | 4.505% (4.ª)                                      | 5.346% (4.ª)                                      |
| 8        | 6 de mayo de 2021   | 5.388% (4.ª)                                      | 6.044% (3.ª)                                      |
| 9        | 12 de mayo de 2021  | 5.508% (4.ª)                                      | 5.645% (4.ª)                                      |
| 10       | 19 de mayo de 2021  | 5.652% (4.ª)                                      | 6.547% (3.ª)                                      |
| 11       | 20 de mayo de 2021  | 6.249% (4.ª)                                      | 6.796% (4.ª)                                      |
| 12       | 26 de mayo de 2021  | 5.550% (4.ª)                                      | 6.005% (3.ª)                                      |
| 13       | 27 de mayo de 2021  | 6.891% (3.ª)                                      | 7.702% (3.ª)                                      |
| 14       | 2 de junio de 2021  | 5.694% (4.ª)                                      | 6.241% (3.ª)                                      |
| 15       | 3 de junio de 2021  | 6.309% (4.ª)                                      | 6.723% (3.ª)                                      |
| 16       | 9 de junio de 2021  | 6.114% (5.ª)                                      | 6.523% (5.ª)                                      |
| Promedio | Promedio            | 5.306%                                            | 5.840%                                            |

## Música
El OST de la serie está conformado por las siguientes canciones:

### Parte 1
| No. | Intérprete              | Canción          | Letra | Música        | Duración |
| --- | ----------------------- | ---------------- | ----- | ------------- | -------- |
| 1   | Lee Seung-yoon (이승윤) | "We Are"         | MaO   | Jayins y Naiv | 3:23     |
| 2   |                         | "We Are" (Inst.) | -     | Jayins y Naiv | 3:23     |

### Parte 2
| No. | Intérprete | Canción                             | Letra | Música        | Duración |
| --- | ---------- | ----------------------------------- | ----- | ------------- | -------- |
| 1   | Darin      | "We Are" (versión acústica)         | MaO   | Jayins y Naiv | 3:27     |
| 2   |            | "We Are" (versión acústica) (Inst.) | -     | Jayins y Naiv | 3:27     |

### Parte 3
| No. | Intérprete | Canción     | Letra                   | Música                                 | Duración |
| --- | ---------- | ----------- | ----------------------- | -------------------------------------- | -------- |
| 1   | Safira.K   | "X"         | Choi Jung-in y Safira.K | Choi Jung-in, Jung Sung-min y Safira.K | 2:39     |
| 2   |            | "X" (Inst.) | -                       | Choi Jung-in, Jung Sung-min y Safira.K | 2:39     |

## Producción
En junio de 2018 la productora Gonggamdong House, anunció los planes para realizar el proyecto bajo el título provisional "Law School Monsters", convirtiéndola en la primera serie de televisión centrada en la escuela de leyes de Corea del Sur. En verano de 2020, la JTBC adquirió lo derechos de transmisión de lal drama legal.
La serie es dirigida por Kim Seok-yoon, quien contó con el apoyo del guionista Seo In (서인).
La serie también contó con el apoyo de las compañías de producción JTBC Studios, Studio Phoenix y Gonggamdong House.

### Recepción
El 21 de abril de 2021, Good Data Corporation compartió su nueva clasificación de los dramas y miembros del elenco que generaron más revuelo durante la semana del 12 al 18 de abril del mismo año. Las listas se compilaron a partir del análisis de artículos de noticias, publicaciones de blogs, comunidades en línea, videos y publicaciones en redes sociales sobre los dramas que están actualmente al aire o que saldrán al aire próximamente. La serie obtuvo el puesto número siete en la lista de dramas más comentados de la semana.
El 28 de abril de 2021, Good Data Corporation compartió su nueva clasificación de los dramas y miembros del elenco que generaron más revuelo durante la semana del 19 al 25 de abril del mismo año. Las listas se compilaron a partir del análisis de artículos de noticias, publicaciones de blogs, comunidades en línea, videos y publicaciones en redes sociales sobre los dramas que están actualmente al aire o que saldrán al aire próximamente. La serie obtuvo el puesto número ocho en la lista de los dramas populares.
El 8 de mayo de 2021, Good Data Corporation compartió su nueva clasificación de los dramas y miembros del elenco que generaron más revuelo durante la semana del 26 de abril al 2 de mayo del mismo año. Las listas se compilaron a partir del análisis de artículos de noticias, publicaciones de blogs, comunidades en línea, videos y publicaciones en redes sociales sobre los dramas que están actualmente al aire o que saldrán al aire próximamente. La serie obtuvo el puesto número ocho en la lista de dramas más comentados de la semana.
El 16 de mayo de 2021, Good Data Corporation compartió su nueva clasificación de los dramas y miembros del elenco que generaron más revuelo durante la semana del 3 al 9 de mayo del mismo año. Las listas se compilaron a partir del análisis de artículos de noticias, publicaciones de blogs, comunidades en línea, videos y publicaciones en redes sociales sobre los dramas que están actualmente al aire o que saldrán al aire próximamente. La serie obtuvo el puesto número siete en la lista de dramas más comentados de la semana.
El 18 de mayo de 2021, Good Data Corporation compartió su nueva clasificación de los dramas y miembros del elenco que generaron más revuelo durante la semana del 10 al 16 de mayo del mismo año. Las listas se compilaron a partir del análisis de artículos de noticias, publicaciones de blogs, comunidades en línea, videos y publicaciones en redes sociales sobre los dramas que están actualmente al aire o que saldrán al aire próximamente. La serie obtuvo el sexto puesto en la lista de dramas más comentados de la semana.
El 25 de mayo de 2021, Good Data Corporation compartió su nueva clasificación de los dramas y miembros del elenco que generaron más revuelo durante la semana del 17 al 23 de mayo del mismo año. Las listas se compilaron a partir del análisis de artículos de noticias, publicaciones de blogs, comunidades en línea, videos y publicaciones en redes sociales sobre los dramas que están actualmente al aire o que saldrán al aire próximamente. La serie obtuvo el puesto número 7 en la lista de dramas más comentados de la semana.
El 1 de junio de 2021, Good Data Corporation compartió su nueva clasificación de los dramas y miembros del elenco que generaron más revuelo durante la semana del 24 al 30 de mayo del mismo año. Las listas se compilaron a partir del análisis de artículos de noticias, publicaciones de blogs, comunidades en línea, videos y publicaciones en redes sociales sobre los dramas que están actualmente al aire o que saldrán al aire próximamente. La serie obtuvo el puesto número 7 en la lista de dramas más comentados de la semana.
El 8 de junio de 2021, Good Data Corporation compartió su nueva clasificación de los dramas y miembros del elenco que generaron más revuelo durante la primera semana de junio del mismo año. Las listas se compilaron a partir del análisis de artículos de noticias, publicaciones de blogs, comunidades en línea, videos y publicaciones en redes sociales sobre los dramas que están actualmente al aire o que saldrán al aire próximamente. La serie obtuvo el puesto número 6 en la lista de dramas más comentados de la semana.
El 16 de junio de 2021, Good Data Corporation compartió su nueva clasificación de los dramas y miembros del elenco que generaron más revuelo durante la semana de junio del mismo año. Las listas se compilaron a partir del análisis de artículos de noticias, publicaciones de blogs, comunidades en línea, videos y publicaciones en redes sociales sobre los dramas que están actualmente al aire o que saldrán al aire próximamente. La serie obtuvo el puesto número 6 en la lista de dramas más comentados de la semana.